# Мілих Володимир Іванович
Володи́мир Іва́нович Мі́лих (* 22 червня 1949) — професор, доктор технічних наук, завідувач кафедри «Електричні машини» Національного технічного університету «Харківський політехнічний інститут».
Працював на посадах асистента, старшого викладача, доцента, професора кафедри загальної електротехніки.
Є членом Науково-методичної комісії МОНУ з електротехніки та електромеханіки, редакційно-видавничої ради НТУ «ХПІ», редколегій журналу «Електротехніка та електромеханіка» і вісника НТУ «ХПІ», членом оргкомітетів Міжнародного симпозіуму SIEMA електричних машин і апаратів «Проблеми удосконалення області розрахунку та аналізу електромагнітних полів і процесів в електричних машинах» та «Проблеми удосконалення електричних машин і апаратів», членом Наукової ради НАНУ з комплексної проблеми «Наукові основи електроенергетики» та членом спеціалізованої вченої ради з захисту докторських та кандидатських дисертацій.
Нагороджений знаком «Відмінник освіти України».
Автор або співавтор 152 наукових праць, 8 авторських свідоцтв на винаходи, 44 навчально-методичних розробок, в тому числі 12 навчальних посібників, з них 7 з грифом Міністерства освіти і науки України.